# Марі Аннекен
Марі Аннекен (фр. Marie Annequin, 19 лютого 1992) — французька синхронна плавчиня, де в довільній програмі серед дуетів разом з Солен Люссо посіла 14-те місце.